# Pygospio elegans
Pygospio elegans är en ringmaskart som beskrevs av Claparede 1863. Pygospio elegans ingår i släktet Pygospio och familjen Spionidae. Arten är reproducerande i Sverige. Inga underarter finns listade i Catalogue of Life.